# روس جيلدنهويز
روس جيلدنهويز (بالإنجليزية: Ross Geldenhuys)‏ هو لاعب اتحاد الرغبي جنوب أفريقي، ولد في 19 أبريل 1983 في كيب تاون في جنوب أفريقيا.

## وصلات خارجية
- روس جيلدنهويز عل موقع إسبنسكروم (الإنجليزية)
- روس جيلدنهويز على موقع ItsRugby.co.uk (الإنجليزية)